# Hispano-Suiza HS21-GTS
El Hispano-Suiza HS21-GTS es un prototipo de automóvil de carreras creado por la empresa española Mazel y presentado en el Salón del Automóvil de Ginebra de 2002, para competir en las categorías de gran turismo. Es un monoplaza con motor trasero longitudinal y tracción trasera.

## Construcción
Está formado por un chasis tubular de aluminio, en el que se han montado amortiguadores de paralelogramo deformable. El habitáculo está protegido por una célula de seguridad.

## Mecánica
El HS21-GTS equipa un motor V8 gasolina atmosférico en posición longitudinal de 7.0 litros de cilindrada, desarrollado íntegramente en España, que desarrolla una potencia máxima de 600 CV y un par motor máximo de 650 N·m a 5000 rpm. Tiene una caja de cambios secuencial de 6 velocidades. También equipa frenos de disco de fibra de carbono y llantas de 18 pulgadas delante y 19 pulgadas detrás.